# 朱塞佩·托納多雷
朱塞佩·托納多雷（意大利语：Giuseppe Tornatore，1956年5月27日—），意大利电影导演，生于意大利西西里，奥斯卡最佳外语片奖获奖者。

## 生平
早年从事摄影工作，作品曾多次参加国际比赛得奖，曾任电视台的纪录片导演，1982年在意大利萨莱诺影展中曾以长篇纪录片得奖。1985年编导首部剧情片《被称为教授的男人》，此后电影作品几乎都由自己编剧。1988年的《新天堂樂園》获戛纳电影节评审团大奖和奥斯卡最佳外语片奖。1995年39岁时编导的《新天堂星探》，荣获意大利大卫奖最佳导演奖及威尼斯影展评审团特别奖；1998年编导的史诗巨作《海上钢琴师》（即《聲光伴我飞》），获得意大利大卫奖最佳导演奖；2000年44岁编导了《西西里岛的美丽传说》（即《真爱伴我行》、《瑪蓮娜》）。其中《天堂电影院》、《海上钢琴师》和《西西里岛的美丽传说》被合称为托纳多雷的“三部曲”。
濃郁的浪漫主義風格是托纳多雷作品的一大特点。托纳多雷的影片数量并不多，影片的背景往往是他的故乡西西里岛，题材亦常偏好于少年的梦想或老年的回忆，但几乎每部都是精心锤炼的作品。托纳多雷的许多电影音乐都是与莫里康内合作的，《天堂电影院》、《海上钢琴师》的原声音乐也受到人们的普遍赞誉。

## 作品

### 导演
| 上映日期 | 中文名称             | 原文名称                      | 备注                                       |
| -------- | -------------------- | ----------------------------- | ------------------------------------------ |
| 1985年   | 《被称为教授的男人》 | 《Camorrista, Il》            |                                            |
| 1989年   | 《天堂电影院》       | 《Nuovo cinema Paradiso》     |                                            |
| 1990年   | 《天伦之旅》         | 《Stanno tutti bene》         |                                            |
| 1991年   | 《尤其是在礼拜日》   | 《Domenica specialmente, La》 |                                            |
| 1994年   | 《幽国车站》         | 《A Pure Formality》          | Una pura formalità                         |
| 1995年   | 《新天堂星探》       | 《The Star Maker》            | 《Uomo delle stelle, L' 》                 |
| 1998年   | 《海上钢琴师》       | 《The Legend of 1900》        | 《Leggenda del pianista sull'oceano, La 》 |
| 2000年   | 《西西里的美丽传说》 | 《Malèna》                    | 又称《真爱伴我行》                         |
| 2006年   | 《隐秘女人心》       | 《The Unknown Woman》         | La sconosciuta                             |
| 2013年   | 《寂寞拍賣師》       | 《The Best Offer》            | La migliore offerta                        |
| 2016年   | 《愛情天文學》       | 《The Correspondence》        |                                            |
| 2025年   | 带上她的眼睛         |                               | 原著：刘慈欣《带上她的眼睛》               |

## 获奖
- 第四十二届戛纳电影节评委会特别大奖（1989）
- 第六十二届奥斯卡最佳外语片（1990）
- 第四十七届金球奖最佳外语片（1990）
- 第二届欧洲电影奖最佳男演员（1989）
- 第二届欧洲电影奖评审委员特别奖（1989）
- 第四十四届英国电影学院奖最佳外语片（1991）
- 第四十四届英国电影学院奖最佳电影配乐（1991）
- 第四十四届英国电影学院奖最佳原著剧本（1991）
- 義大利電影金像獎最佳导演奖（1995、1998）